# Козули
Козу́ли — традиционное севернорусское поморское лакомство: изготовленные из теста запечённые фигурки. Козули принято считать разновидностью пряников; также используются детьми как игрушки (наподобие пряничных человечков в Северной Европе).
Козули первоначально являлись лакомством поморов Архангельской губернии, которые пекли их только на Рождество. В XXI веке козули можно встретить по всему Русскому Северу и на Урале. Традиционно различаются две разновидности:
- Архангельские козули — плоские украшенные пряники со жжёным сахаром, распространены в бассейне Северной Двины. В случае добавления имбиря представляют собой разновидность имбирного пряника.
- Поморские козули — объёмные обрядовые изделия, которые выпекали в сёлах Терского берега на Кольском полуострове.

Название козуля образовано не от слова коза или косуля, а от поморского слова, обозначающего «завиток», «змейка».

## Обычаи и легенды
Козули символизируют всех животных, стоящих вокруг Младенца в рождественских яслях. На Севере их традиционно пекли на Рождество из ржаного теста. Изготовленные фигурки козочек, баранов и коровок символизировали и «небесные стада» — облака. Также козулями называли и специальные хлебы в виде венка, которые выпекались на Семик. С этими козулями люди направлялись в лес «завивать берёзки».
Современные козули изготавливаются в Архангельской и Мурманской областях (например, в селе Варзуга). Здесь козули считаются символом Поморья. Традиционно в этих областях козули пекут на новогодние праздники — на праздник Коляды и Рождество. Также козули изготавливают и на личные праздники — новоселье, свадьбу и при рождении ребёнка. Считается, что козули, находящиеся в доме, охраняют его от злых духов. Поэтому изготовленные и выпеченные козули не съедают сразу и ни в коем случае не выкидывают.
Традиция изготовления козуль от поморов была перенята и жителями Урала. На Урале козуль также готовили к Рождеству. Производили козуль здесь в форме северных оленей, кота (кот также считался символом дома), ангелов, ёлочек и домиков. Готовыми выпеченными фигурками жители Урала прежде украшали новогоднюю ёлку.

## Изготовление
Козули изготавливают из специально приготовленного теста. Из раскатанного теста ножом вырезают фигурки и расписывают их глазурью . Кусочкам теста придают форму различных животных — козочек и козликов, оленей, барашков, коровок и бычков, из Евангельского хлева. Изготовленные фигурки запекают в печи или духовке на смазанном маслом листе. Козули также считают и региональной разновидностью русских пряников. Современные козули по способу изготовления можно отнести к вырезным пряникам.
Рецепты теста довольно разнообразны, причём многие семьи имеют свои рецепты изготовления теста, которые хранятся в семьях десятилетиями. В тесто добавляется специальный ингредиент — «жжёнка», который представляет собой сахарный сироп, уваренный и карамелизованный до янтарно-коричневого цвета. Козули обычно красочно украшают с помощью глазури, которую изготовляют из взбитых белков с добавлением различных природных красителей.
На Урале тесто для козуль приготовляют с добавлением мёда. Для красоты здесь козули также украшают глазурью разных цветов: белой, розовой и голубой.

## Видео
«Архангельские козули» (2010) — выпуск № 3 передачи «Ремесло» телеканала «Загородная жизнь».